# NGC 5259-1
NGC 5259-1 is een elliptisch sterrenstelsel in het sterrenbeeld Jachthonden. Het hemelobject werd op 27 april 1865 ontdekt door de Duits-Deense astronoom Heinrich Louis d'Arrest.

## Synoniemen
- MCG 5-32-52
- ZWG 161.105
- NPM1G +31.0291
- PGC 48292